# Serra de la Barcella
La Barcella o Serra de la Barcella, és una formació muntanyosa orientada d'est a oest i alçada variable. L'extrem oest és la inserció al massís del Mondúber, amb l'alçària més gran -uns 275 m-. L'extrem est, acaba de sobte amb un pendent pronunciat però de poca alçària -uns 120 m- d'una petita plana que si continuem cap a ponent presenta un puig amb un cim de 199.08 m. La inserció de la serra de la Barcella en el massís del Montdúver a prop del Pla de la Vella assoleix uns 275 metres.
Administrativament, la serra serveix de fita dels termes de Xeresa al sud i Xeraco al nord, al llarg d'uns pocs quilòmetres. La vessant sud a la part est de la serra té un pendent molt més suau que el vessant nord, la qual cosa ha afavorit l'establiment de parcel·les de cultiu agrícola.
L'aprofitament agrícola s'ha centrat en el cultiu de cítrics d'ençà la perforació de pous d'extracció d'aigua subterrània.
La vegetació natural, per causa de l'activitat agrícola, ramadera i dels incendis forestals, està degradada, i la coberta arbòria és exclusivament de Pinus halepensis.

## Troballes arqueològiques.
En Nicolás Primitivo Gómez trobà al cim d'aquesta serra restes de murs i un molí barquiforme en conglomerat de gres i quars, que va adscriure a l'edat del bronze valencià.